# Camaridium mombachoense
Camaridium mombachoense är en orkidéart som först beskrevs av Alfonse Henry Heller och John T. Atwood, och fick sitt nu gällande namn av Mario Alberto Blanco. Camaridium mombachoense ingår i släktet Camaridium och familjen orkidéer. Inga underarter finns listade i Catalogue of Life.